# Полянский, Николай Николаевич (юрист)
Никола́й Никола́евич Поля́нский (24 марта (5 апреля) 1878, Усть-Медведицкая — 3 апреля 1961, Москва) — российский и советский учёный-правовед, специалист в области уголовного процесса и уголовного права, доктор юридических наук, профессор.

## Биография
Родился 24 марта (5 апреля) 1878 года в станице Усть-Медведицкая области Войска Донского.
Среднее образование получал в Царицынской и в 5-й московской гимназиях (1896). Затем окончил юридический факультет Московского университета.
После обучения в университете работал присяжным поверенным в Москве.
В 1905 году женился на вдове лекаря, Софие (Соне) урожденной Элинсон. Дочери бывшего могилевского купца Арона Элинсона, иудейского вероисповедания. Жениху было 27, невесте 34.
С 1904 по 1911 годы занимал должность приват-доцента кафедры уголовного права Московского университета. Эту должность Н. Н. Полянскому пришлось оставить в 1911 году, в знак протеста против политики министра просвещения Л. А. Кассо («Дело Кассо»).
В 1912—1914 годы — мировой судья в Москве.
С 1913 по 1914 годы преподавал законоведение в Московском сельскохозяйственном институте.
В 1914 году избран Московской городской думой в почётные мировые судьи.
С 1916 года возглавил кафедру в Демидовском юридическом лицее в Ярославле.
Скончался 3 апреля 1961 года от воспаления лёгких. Похоронен на Донском кладбище.

### Переводы и др.
- Тард Г. Отрывки из истории будущего = Fragment d’histoire future / Пер. Н. Н. Полянского (Пер. также под загл.: «Отрывки из будущей истории»). — М.: В. М. Саблин, 1906. — 79 с.
- Тард Г. Преступник и преступление / Г. Тард; Пер. Е. В. Выставкиной, под ред. М. Н. Гернета и с предисл. Н. Н. Полянского. — Москва: т-во И. Д. Сытина, 1906. — XX, 324 с. — (Библиотека для самообразования, издаваемая под редакцией А. С. Белкина, А. А. Кизеветтера… [и других]; 29).
- К еврейскому вопросу в Польше: Сб. ст. / С предисл. Н. Н. Полянского. — Москва: тип. «Моск. печ. пр-во» В. Венгерова, 1915. — 259 с.
- Судебная реформа / Под ред. Н. В. Давыдова и Н. Н. Полянского; При ближайшем участии М. Н. Гернета, А. Э. Вормса, Н. К. Муравьева и А. Н. Пареного. [Т. 1]-. — Москва: Объединение, 1915.

## Награды и звания
- Заслуженный деятель науки РСФСР (1946)
- Два ордена Трудового Красного Знамени (в том числе 10.06.1945)